# Larry Seiple
Larry Robert Seiple (* 14. Februar 1945 in Allentown, Pennsylvania) ist ein ehemaliger US-amerikanischer American-Football-Spieler, der elf Jahre bei den Miami Dolphins auf der Position des Punters spielte.

## Frühe Jahre
Seiple ging in seiner Geburtsstadt Allentown, Pennsylvania, auf die Highschool. Später besuchte er die University of Kentucky. Hier spielte er auf der Position des Wide Receivers, Runningbacks, Punters, Kickoff Specialists und Kickoff Returners. In seiner drei Jahren erzielte er im Collegefootball 2.137 Yards und 18 Touchdowns.
2014 wurde er in die Kentucky Pro Football Hall of Fame aufgenommen.

## NFL

### Als Spieler
Seiple wurde im NFL-Draft 1967 in der siebten Runde an 163. Stelle von den Miami Dolphins ausgewählt. In der NFL spielte er überwiegend als Punter, war jedoch auf Grund seiner Vielseitigkeit auch oft an Passspiel- und Laufspielzügen beteiligt. Außerdem wurde er des Öfteren bei Trick Plays eingesetzt. Sein produktivstes Jahr war die Saison 1969, in der er 577 Yards und fünf Touchdowns erzielte. In der Saison 1972 war er Teil des Teams, welches bis heute als einziges eine Perfekte Saison mit 17 Siegen ohne Niederlage glückte. Daraufhin gewann er mit den Dolphins den Super Bowl VII mit 14:7 gegen die Washington Redskins. Ein Jahr später gewann er erneut den Super Bowl (24:7 gegen die Minnesota Vikings). Nach elf Jahren mit den Dolphins beendete er nach der Saison 1977 seine Spielerkarriere.

### Als Coach
Larry Seiple arbeitete von 1980 bis 1984 als Assistant-Wide-Receivers-Coach bei den Detroit Lions, von 1985 bis 1986 bei den Tampa Bay Buccaneers und von 1988 bis 1999 bei den Miami Dolphins. Von 1998 bis 1999 war er Assistant-Quarterbacks-Coach bei den Dolphins.